# Mont Ascutney
Le mont Ascutney (957 m) est le principal sommet du comté de Windsor, dans le Vermont, dans le Nord-Est des États-Unis.

## Situation et description
Le mont Ascutney est situé au sud-est du comté de Windsor, dans la vallée du Connecticut. La station de ski Ascutney se trouve à Brownsville.